# Sender Bremen-Oberneuland
Der Sender Bremen-Oberneuland war eine 1998 von Radio Bremen für die Verbreitung seines ersten Programms auf der Mittelwellenfrequenz 936 kHz errichtete Sendeanlage, welche die bis dato verwendete (abgebaute) Anlage auf dem Leher Feld mit ihren drei Sendemasten ersetzte (die Verbreitung der UKW-Programme erfolgt seitdem von dem Fernmeldeturm Bremen der Deutschen Telekom AG).
Der Sender Bremen-Oberneuland verwendete als Sendeantenne eine geknickte Reusenantenne mit Rundstrahlcharakteristik, die an einem 45 Meter hohen, abgespannten, geerdeten Stahlfachwerkmast befestigt war. Diese Sendeantenne besaß einen für Mittelwellensendeantennen außerordentlich hohen Antennengewinn von 4,5 dB, was bewirkte, dass der dort installierte 50-Kilowatt-Sender mit einer ERP von 140 Kilowatt sendete.
Der Sendebetrieb wurde am 10. März 2010 zunächst probeweise eingestellt. Als sich nach vier Wochen nur rund 200 Hörer beschwerten, beschloss Radio Bremen die endgültige Stilllegung des Senders und nahm ihn nicht mehr in Betrieb. Die Verbreitung des Programmangebotes über das Internet wird im Sender als weitgehender Ersatz für die reichweitenstarke Mittelwelle angesehen.
Am 8. Januar 2014 wurde der Sendemast durch das Kappen der Ankerseile umgelegt. Damit gibt es keine Sendeanlagen im Besitz von Radio Bremen mehr.